# Una Troubridge
Margot Elena Gertrude Taylor, conocida como Una Troubridge, Lady Troubridge o Una Vincenzo, (8 de marzo de 1887 – 24 de septiembre de 1963) fue una escultora, escritora y traductora británica. Fue conocida por su relación con la poetisa Radclyffe Hall, autora de El Pozo de la Soledad.
Una Troubridge fue una mujer educada y una traductora exitosa que introdujo a la escritora francesa Colette a los lectores ingleses. Su talento como escultora incitó a Vaslav Nijinsky a posar para ella varias veces.

## Biografía
Nacida Margot Elena Gertrude Taylor, fue apodada Una por su familia. Escogió el nombre Vincenzo ella misma, inspirada en sus parientes florentinos. Fue criada en Montpelier Plaza en Londres. Fue alumna del Royal College of Art y cuando se graduó empezó su propio taller de escultura. Su padre murió en 1907, dejándola con poco apoyo económico, por lo que casarse se volvió su mejor opción.
Una se casó con el capitán Ernest Troubridge en octubre de 1908; tuvieron una hija, Andrea. Ernest Troubridge aumentó al rango de almirante inmediatamente después de la Primera Guerra Mundial, y Una obtuvo su título cuando el Almirante Troubridge se hizo caballero en junio de 1919, a pesar de que ya estaban legalmente separados hacía tiempo.
[cita requerida]

### Relación con Radclyffe Hall
Hall y Troubridge se conocieron en 1915 pues la prima de Troubridge, la cantante Mabel Batten (conocida como Ladye), era entonces la pareja de Hall. Batten Murió en 1916, y Hall y Troubridge se mudaron juntas el año siguiente. A principios de los 20, la casa de Hall y Troubridge se ubicaba en la 10 Stirling Street en Londres, cerca de donde Troubridge fue criada. La propiedad fue extensamente renovada por ambas. Una escribió sobre la intensidad de su relación en su diario: "No podría, después de conocerla, imaginar una vida sin ella".
En un esfuerzo para aliviar el sentido de culpa después de la muerte de Mabel, Hall y Troubridge se interesaron en el espiritualismo. Troubridge y Hall se identificaban como "invertidas", un término utilizado por sexólogos como Richard von Krafft-Ebing y Havelock Ellis para connotar lo que tenía que ver con la homosexualidad.
La pareja crio y expuso dachshunds y grifones. Los dachshunds mostrados en el retrato de Troubridge hecho por Romaine Brooks fueron una pareja de perros que recibió premios, y que Hall le regaló a Troubridge.
Hall presentó a Troubridge a Romaine Brooks, que la retrató en 1924. El traje de hombre a medida oculta su figura femenina, y su pose sugiere un control absoluto. Brooks pretendía que el retrato fuera una caricatura de su amiga como mujer testaruda y exigente.
En los últimos nueve años su vida, Hall tuvo una relación con la enfermera rusa Evgenia Souline. Esto hizo infeliz a Troubridge, aunque decidió tolerar dicha relación. Inicialmente las mujeres habían decidido mudarse a Italia y vivir en Florencia, pero se vieron forzadas a regresar con el estallido de la Segunda Guerra Mundial. Entre las tres escogieron vivir en Devon.[cita requerida]

### Después de la muerte de Radclyffe Hall
A pesar de todos sus problemas, Troubridge se quedó con Hall y la cuidó hasta su muerte. A principios de los 20 Troubridge adoptó un estilo masculino similar al de Hall, como manera de hacer su identidad sexual y su relación visible. Más tarde, empezó a preferir vestidos más femeninos. Después de la muerte de Hall por cáncer de intestino en 1943, Troubridge tomó los trajes de Hall, los ajustó a su medida, y los empezó a usar regularmente.